# Lake City, Iowa
Lake City là một thành phố thuộc quận Calhoun, tiểu bang Iowa, Hoa Kỳ. Năm 2010, dân số của thành phố này là 1727 người.

## Dân số
Dân số qua các năm:
- Năm 2000: 1787 người.
- Năm 2010: 1727 người.